# Віллемстад (Північний Брабант)
Віллемстад (нід. Willemstad) — місто в нідерландській провінції Північний Брабант. Входить до муніципалітету Мурдейк.
Його площа — 16,70 км², а населення станом на 2021 рік становило 2490 осіб.
До 1997 року мало статус окремого муніципалітету.

## Галерея

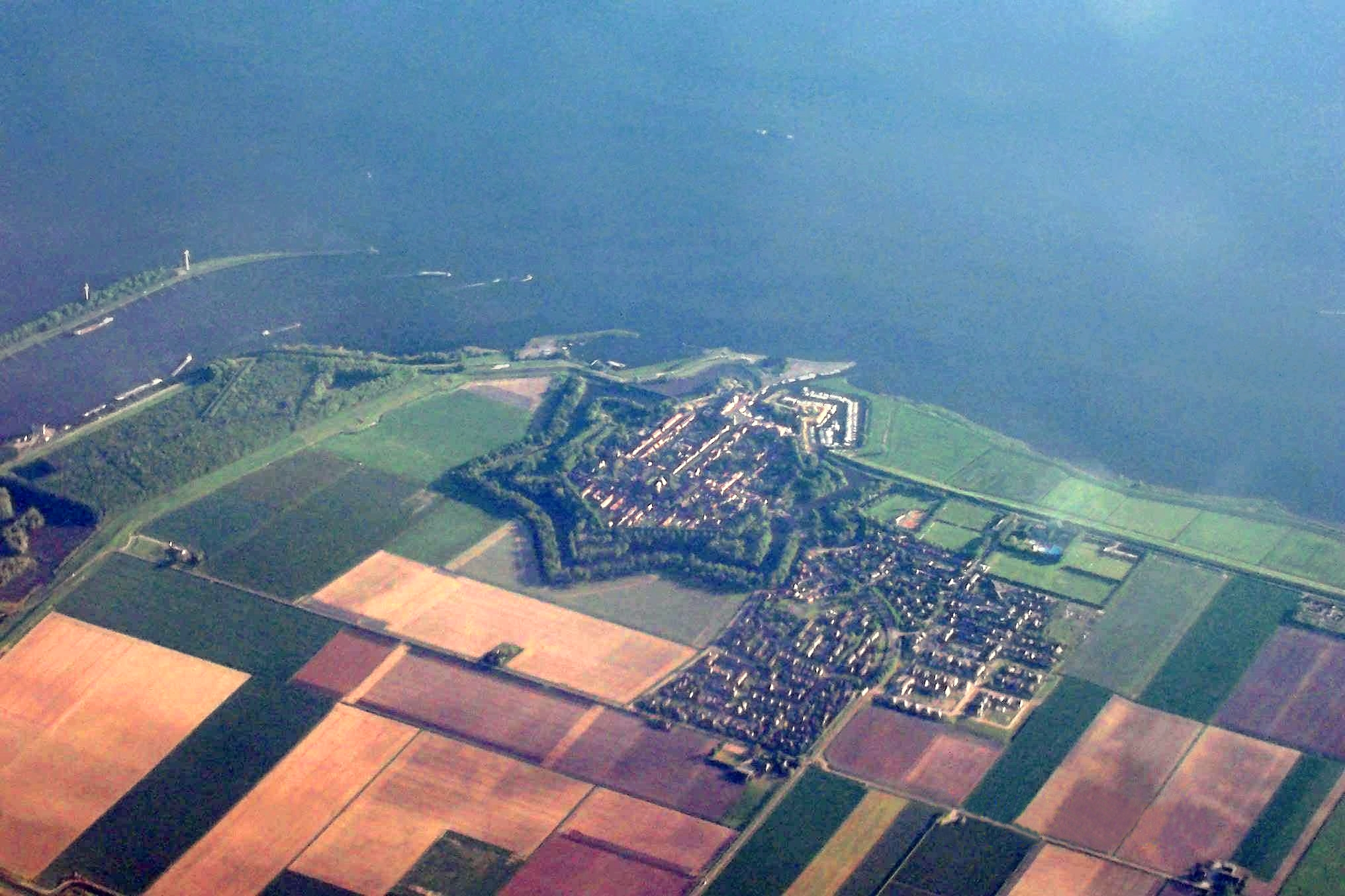
Місто з повітря
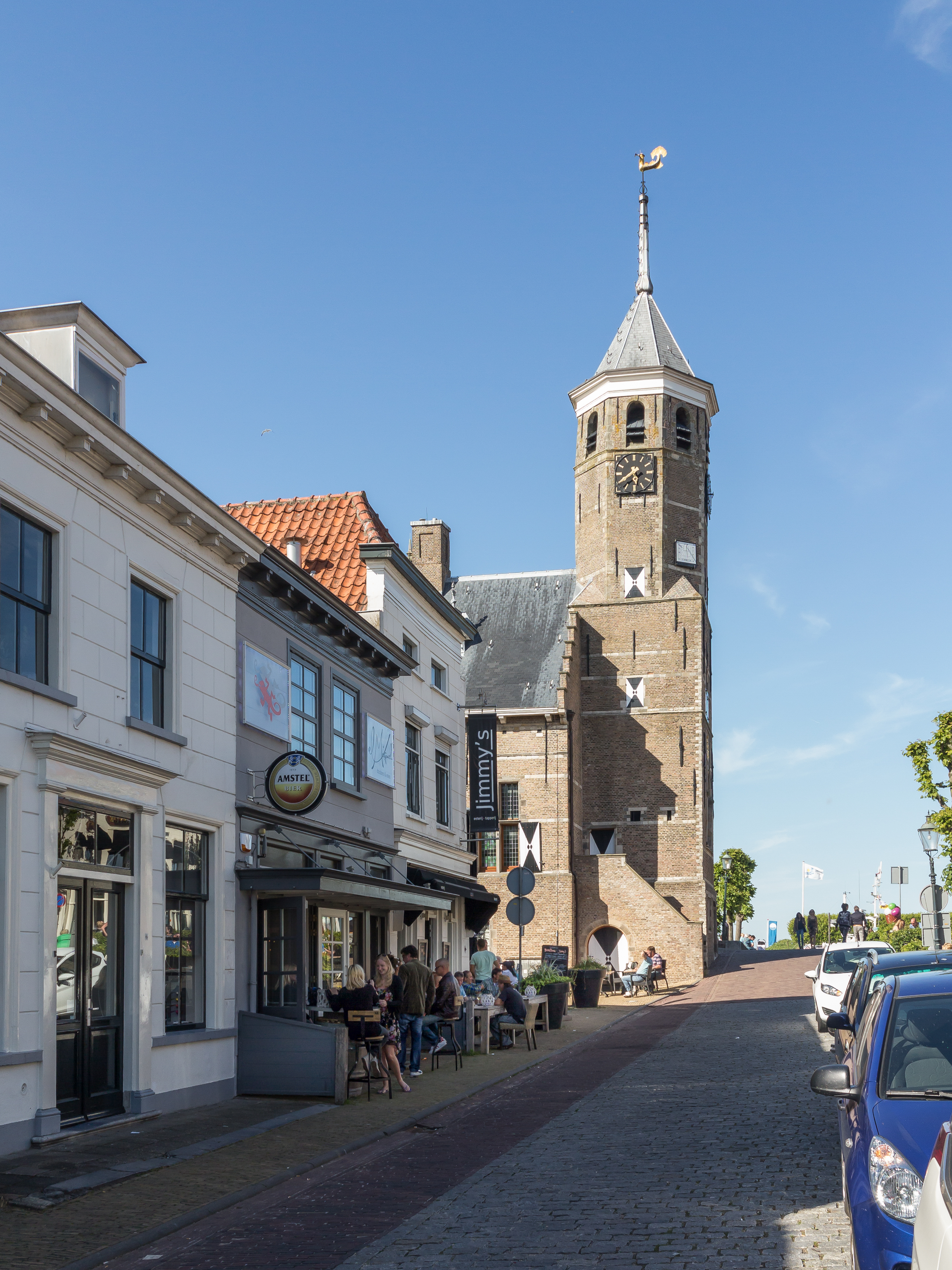
Будівля колишньої мерії
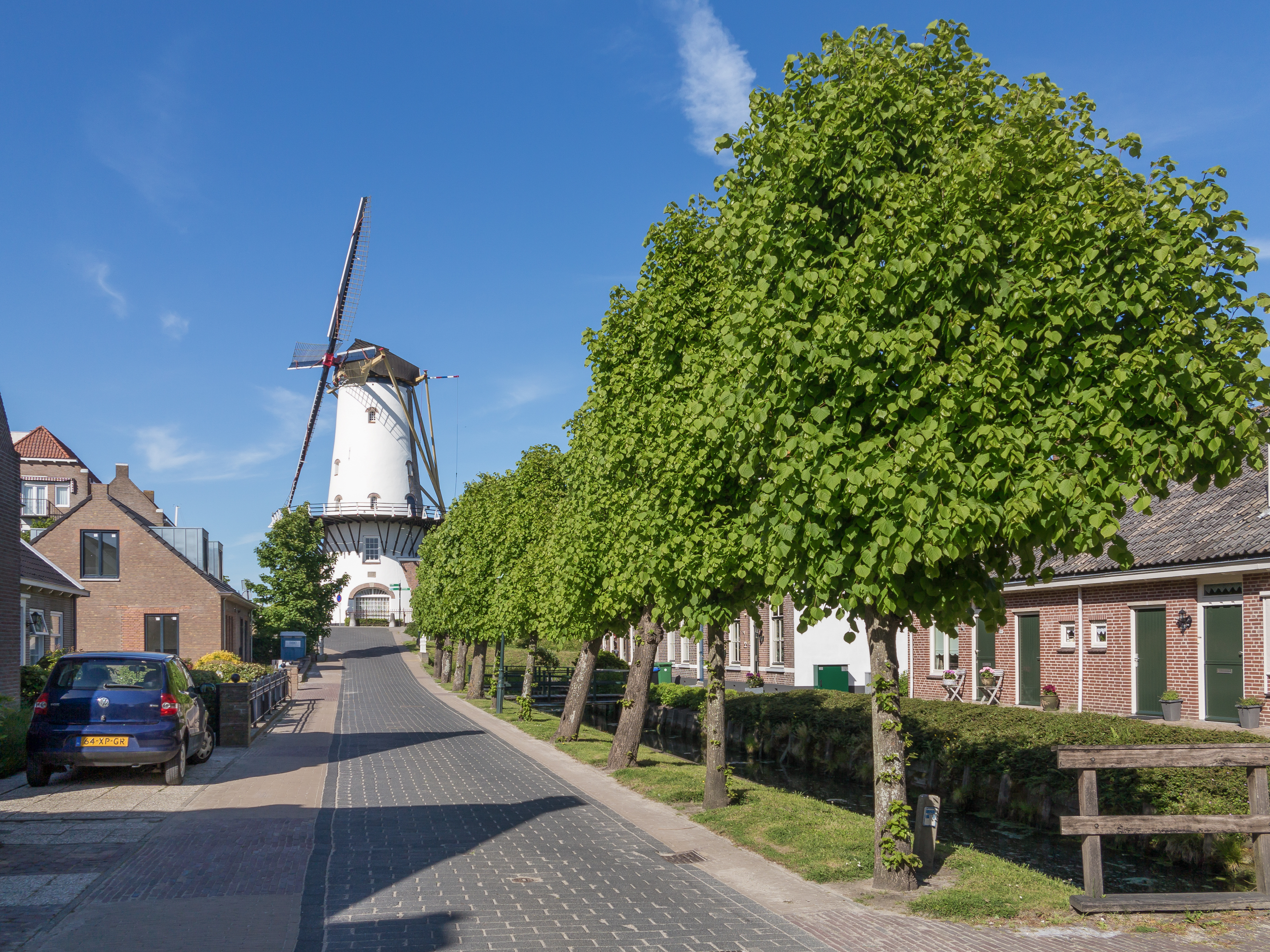
Вітряк d´Orangemolen
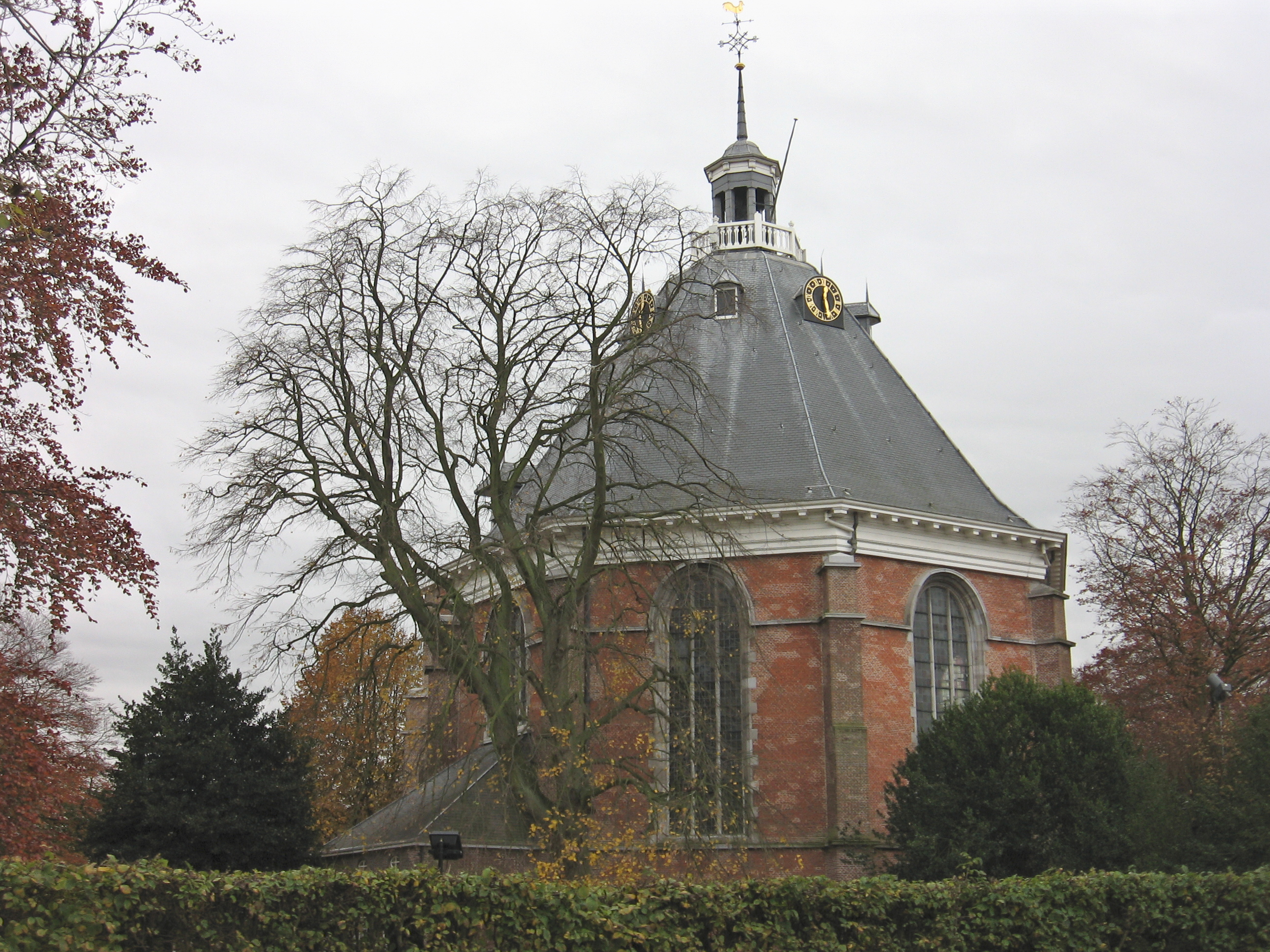
Реформістська церква